# ساناز ربیع‌لاله
ساناز ربیع لاله (زاده ۲۵ اردیبهشت ۱۳۷۸ در تبریز) بازیکن سابق تیم ملی فوتبال زنان ایران است. وی سابقه بازی در باشگاه‌های مختلف و تورنمنت‌های بین‌المللی را دارد.

## زندگی ورزشی
وی از ۸ سالگی فوتبال را شروع کرده‌است. او از سال ۱۳۹۲ تا ۱۳۹۵ در رده سنی زیر ۱۳ سال تا زیر ۱۹ سال عضو ثابت تیم ملی بوده است. وی شماره پیراهن ۲۱ را بر تن می‌کند.

## سابقه بازی‌های باشگاهی
- ماشین‌سازی تبریز (۹۱)
- شهرداری تبریز (۹۲)
- انصار ولایت تبریز (۹۳)
- نمین سرامیک اردبیل (۹۵)
- استقلال خوزستان (۹۶)
- صبا مهر (۱۴۰۰)
- تلسیز اسپورت استانبول[۷]

## افتخارات ملی
- قهرمانی غرب آسیا در کشور بنگلادش سال ۱۳۹۳.
- حضور در تورنمت اورپایی در کشور ایتالیا سال ۱۳۹۵.
- حضور در مسابقات فینال مسابقات آسیایی در کشور چین در سال ۱۳۹۴.
- شرکت در مسابقات کشور ازبکستان ۱۳۹۲.

## افتخارات باشگاهی
- نایب قهرمانی کشور به همراه تیم نمین سرامیک اردبیل سال ۱۳۹۵.
- خانم گل در استان آذربایجان شرقی سال ۱۳۹۶.